# Venera 3
Venera 3 (in russo Венера-3?) fu una sonda spaziale sovietica del Programma Venera, progettata da Sergej Pavlovič Korolëv per l'esplorazione di Venere.
Fu lanciata il 16 novembre 1965 alle 04:19 ora di Greenwich dal cosmodromo di Bajkonur a bordo di un vettore Molnija. La sua missione era l'atterraggio sulla superficie venusiana.
La sonda pesava 958 kg e conteneva un sistema di comunicazione radio, strumentazione scientifica, alcuni accumulatori per immagazzinare l'energia ottenuta per mezzo dei pannelli solari fotovoltaici e due medaglioni contenenti lo stemma governativo dell'Unione Sovietica.
La sonda avrebbe dovuto fare un atterraggio programmato, ma si schiantò sulla superficie del pianeta il 1º marzo del 1966, diventando il primo oggetto costruito dall'uomo ad atterrare sulla superficie di un altro pianeta. Nel punto d'impatto era notte, non lontano dal terminatore, probabilmente tra −20° e 20° N, 60° e 80° E. I sistemi di comunicazione andarono in avaria ben prima dell'impatto e quindi fu in grado di mandare solo una minima quantità di informazioni sul pianeta.